# Botaurus dubius
Botaurus dubius (лат.) — вид птиц из семейства цаплевых.

## Описание
Это одна из самых мелких цапель в мире. Длина тела 25—36 см, вес 60—120 г (в среднем 84 г). Верхние части тела взрослого самца преимущественно чёрные, включая чёрную шапочку. Нижние части тела, шея, грудка, голова по бокам насыщенно-каштановые. Самки окрашены более тускло. Радужные оболочки жёлтые, клюв жёлтый с чёрным. Ноги зеленовато-жёлтые.

## Распространение
Обитают в Австралии (в основном юго-восток континента), залетая в южную часть Новой Гвинеи. В 2001 году их наблюдали в Новой Каледонии. Есть свидетельства того, что, как минимум, часть австралийской популяции этих птиц мигрирует на длинные дистанции.
Международный союз охраны природы присвоил виду охранный статус LC.